# گلی‌اکسی‌زوم
گلی‌اکسی‌زوم نوعی پراکسی‌زوم ویژه است که در گیاهان (به ویژه در بافت‌های ذخیره چربی بذرهای در حال جوانه زدن) و قارچ‌های رشته‌ای یافت می‌شود. دانه‌های دارای چربی و روغن شامل ذرت، سویا، آفتابگردان، بادام زمینی و کدو تنبل هستند. در گلی‌اکسی‌زوم‌ها نیز همانند سایر پراکسی‌زوم‌ها، اسیدهای چرب توسط آنزیم‌های پراکسی‌زومی اکسیداسیون بتا به استیل-کوآ اکسید می‌شوند. هنگامی که اسیدهای چرب اکسید می‌شوند، به دلیل مصرف اکسیژن (O2)، پراکسید هیدروژن (H2O2) تولید می‌شود. بنابراین دانه‌ها برای جوانه زدن به اکسیژن نیاز دارند. گلی‌اکسی‌زوم‌ها افزون بر کارکردهای پراکسی‌زومی، دارای آنزیم‌های اصلی چرخه گلی‌اگزالات (ایزوسیترات لیاز و مالات سنتاز) هستند و نقش میانبُر چرخه گلی‌اگزالات را ایفا می‌کنند.
بنابراین، گلی‌اکسی‌زوم‌ها (مانند همه پراکسی‌زوم‌ها) دارای آنزیم‌هایی هستند که تجزیه اسیدهای چرب را آغاز می‌کنند. گلی‌اکسی‌زوم‌ها افزون بر آن آنزیم‌هایی برای ساخت محصولات میانی برای سنتز قندها توسط نوگلوکززایی دارند. جوانه از این قندهای ساخته شده از چربی‌ها استفاده می‌کند تا زمانی که به اندازه کافی بزرگ شود تا بتواند آن‌ها را به وسیله فتوسنتز تولید کند.
پراکسی‌زوم‌های گیاهی نیز در تنفس نوری و سوخت‌وساز نیتروژن در گره‌های ریشه شرکت می‌کنند.